# لوتورف
لوتورف (به آلمانی: Lottorf) یک شهر در آلمان است که در اشلسویگ-فلنسبورگ واقع شده‌است. لوتورف  ۲۰۳ نفر جمعیت دارد.